# Bonsbeuern
Bonsbeuern ist ein Ortsteil (Ortsbezirk) von Hontheim im Landkreis Bernkastel-Wittlich in Rheinland-Pfalz.

## Geographie
Der Ort liegt am Rand des Kondelwalds in der Vulkaneifel.
Die Nachbarorte von Bonsbeuern sind im Norden Bad Bertrich, im Südosten Reil an der Mosel, im Süden Bengel und im Westen der Hontheimer Ortsteil Krinkhof.

## Geschichte
Das Linke Rheinufer wurde 1794 im ersten Koalitionskrieg von französischen Revolutionstruppen besetzt. Von 1798 bis 1814 war Bonsbeuern ein Teil der Französischen Republik (bis 1804) und anschließend des Napoleonischen Kaiserreichs, zugehörig dem Saardepartement. Auf dem Wiener Kongress (1815) kam die Region an das Königreich Preußen, der Ort wurde 1816 dem Regierungsbezirk Trier zugeordnet.
Nach dem Ersten Weltkrieg gehörte das Gebiet zum französischen Teil der Alliierten Rheinlandbesetzung. Nach dem Zweiten Weltkrieg wurde Bonsbeuern innerhalb der französischen Besatzungszone Teil des damals neu gebildeten Landes Rheinland-Pfalz.
Nach zehn Jahren Bauzeit in Eigenleistung wurde 2007 die Waldkapelle zur heiligen Maria eingesegnet. Abweichend zu den anderen Hontheimer Ortsteilen gehört Bonsbeuern kirchlich zur Pfarrei Bad Bertrich.

## Politik
Der Ortsteil Bonsbeuern ist gemäß Hauptsatzung einer von drei Ortsbezirken der Ortsgemeinde Hontheim. Er wird politisch von einer Ortsvorsteherin vertreten, während auf die Bildung eines Ortsbeirats verzichtet wurde.
Silke Simon wurde am 29. August 2024 Ortsvorsteherin von Bonsbeuern. Bei der Direktwahl am 9. Juni 2024 war sie als einzige Bewerberin mit einem Stimmenanteil von 94,4 % für fünf Jahre gewählt worden.
Simons Vorgänger Heinz-Josef Steffes hatte das Amt 1985 übernommen. Bei der Wahl 2024 trat er nicht erneut an. Zuletzt bei der Direktwahl am 26. Mai 2019 war er, wie bei den vorangegangenen Direktwahlen seit 1999, mit 100 % der abgegebenen Stimmen in seinem Amt bestätigt worden.

## Wirtschaft und Infrastruktur
Bonsbeuern liegt an der Kreisstraße 35, die nach Norden zur Kreisgrenze und im Landkreis Cochem-Zell als K 9 schließlich nach Bad Bertrich führt. In südöstliche Richtung bindet die K 35 Bonsbeuern an die in diesem Abschnitt parallel zum Fluss Alf verlaufende Bundesstraße 49 / 421 an.